# 메흐메트 알리 아자

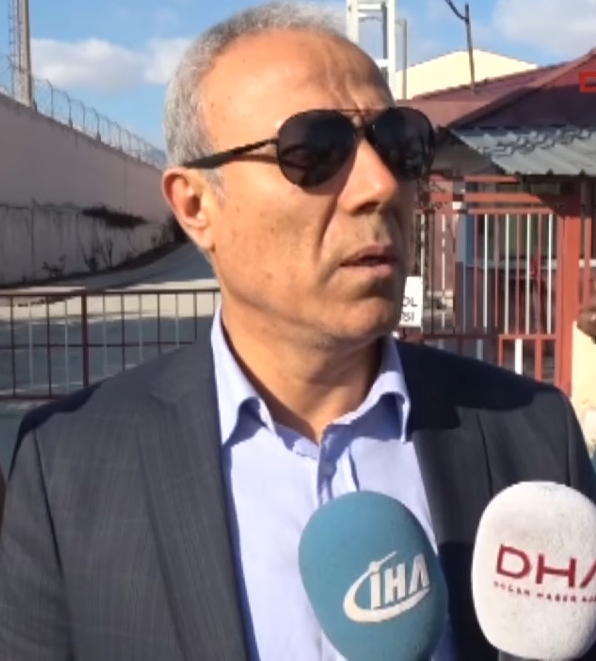
메흐메트 알리 아자

메흐메트 알리 아자(튀르키예어: Mehmet Ali Ağca, 1958년 1월 9일 말라티아주 - )는 튀르키예의 암살자이다. 1979년 2월 1일 튀르키예의 좌파 언론인 아브디 이펙치를 암살하였으며, 그 후 튀르키예의 교도소에서 탈옥하여 1981년 5월 13일에는 교황 요한 바오로 2세를 저격하여 암살에는 실패했지만, 큰 부상을 입혔다. 체포된 메흐메트 알리 아자는 이탈리아 교도소에서 19년간의 징역 생활을 마치고 튀르키예로 추방되었으며, 그곳에서도 교도소에서 10년간 더 복역하였다. 2010년 1월 18일 메흐메트 알리 아자는 출소되었다. 아자는 튀르키예의 초국가주의자 단체인 회색 늑대들의 일원이었던 것으로 알려져 있지만, 본인은 스스로 특정한 정치적 성향이 없는 용병이라고 주장하였다.

## 같이 보기
- 보진카 계획